# Cane da pastore islandese

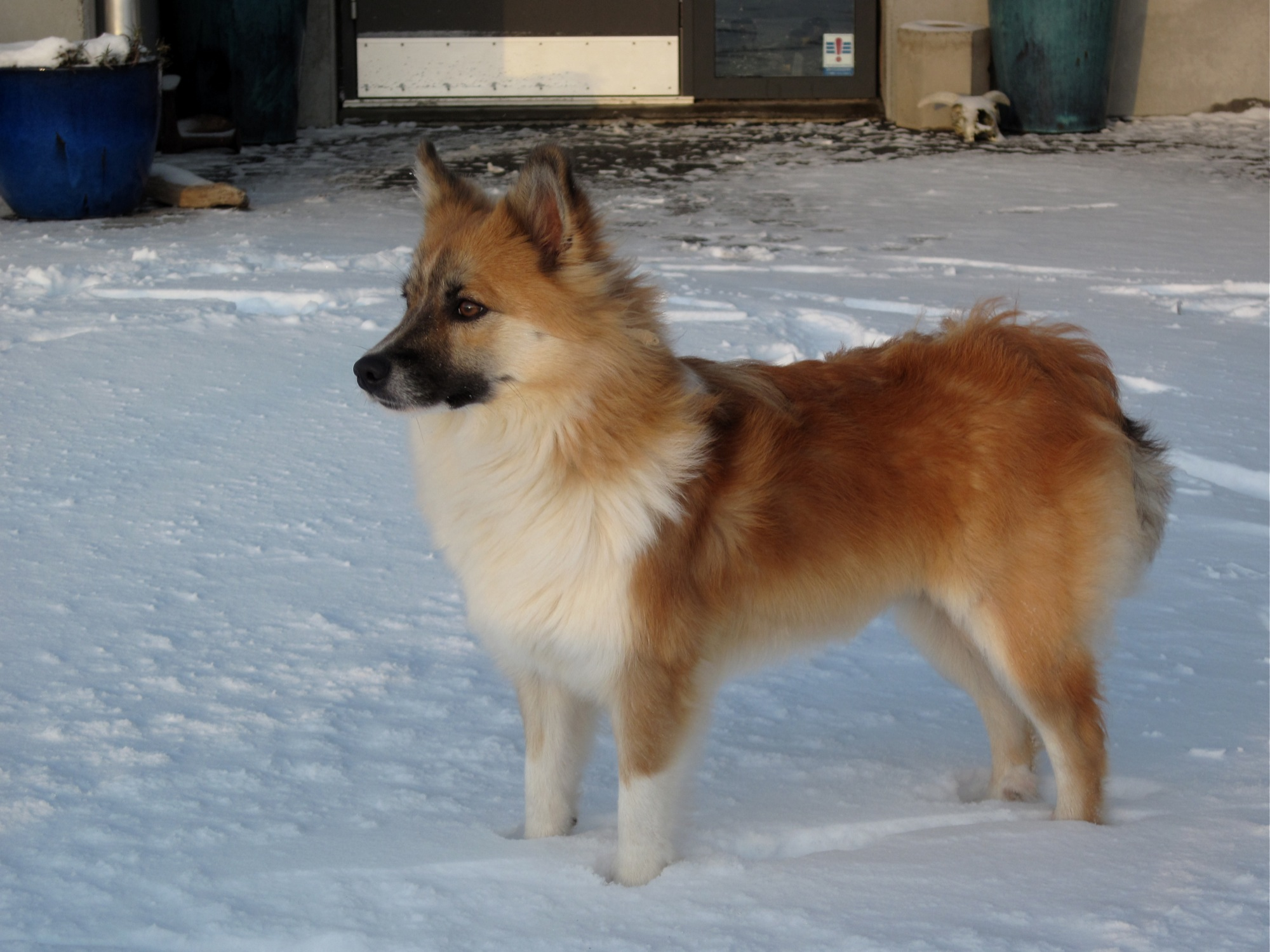
Icelandic sheepdog

Il'cane da pastore islandese (o Iceland dog) è una razza canina islandese riconosciuta dalla FCI (Standard N. 289, Gruppo 5, Sezione 3). 

## Storia
È una razza molto antica e molto poco diffusa al di fuori dell'Islanda; era utilizzato per radunare le pecore. I suoi antenati arrivarono in Islanda insieme ai Vichinghi.

## Descrizione
È un cane da pastore agile e sveglio, di taglia medio-piccola; il pelo può essere corto o lungo, ma è sempre molto folto, in particolare sulla coda. Quest'ultima è arrotolata.
I colori più comuni sono fulvo, grigio, marrone e nero, con aree chiare, in particolare sulla gola e sulle zampe; le aree colorate devono essere sempre più ampie di quelle bianche. La testa è triangolare con occhi scuri, a mandorla.
Le dimensioni ideali sono 42 cm di altezza per le femmine e 46 per i maschi.